# Venusia crassisigna
Venusia crassisigna là một loài bướm đêm trong họ Geometridae.